# Isabelle Autissier

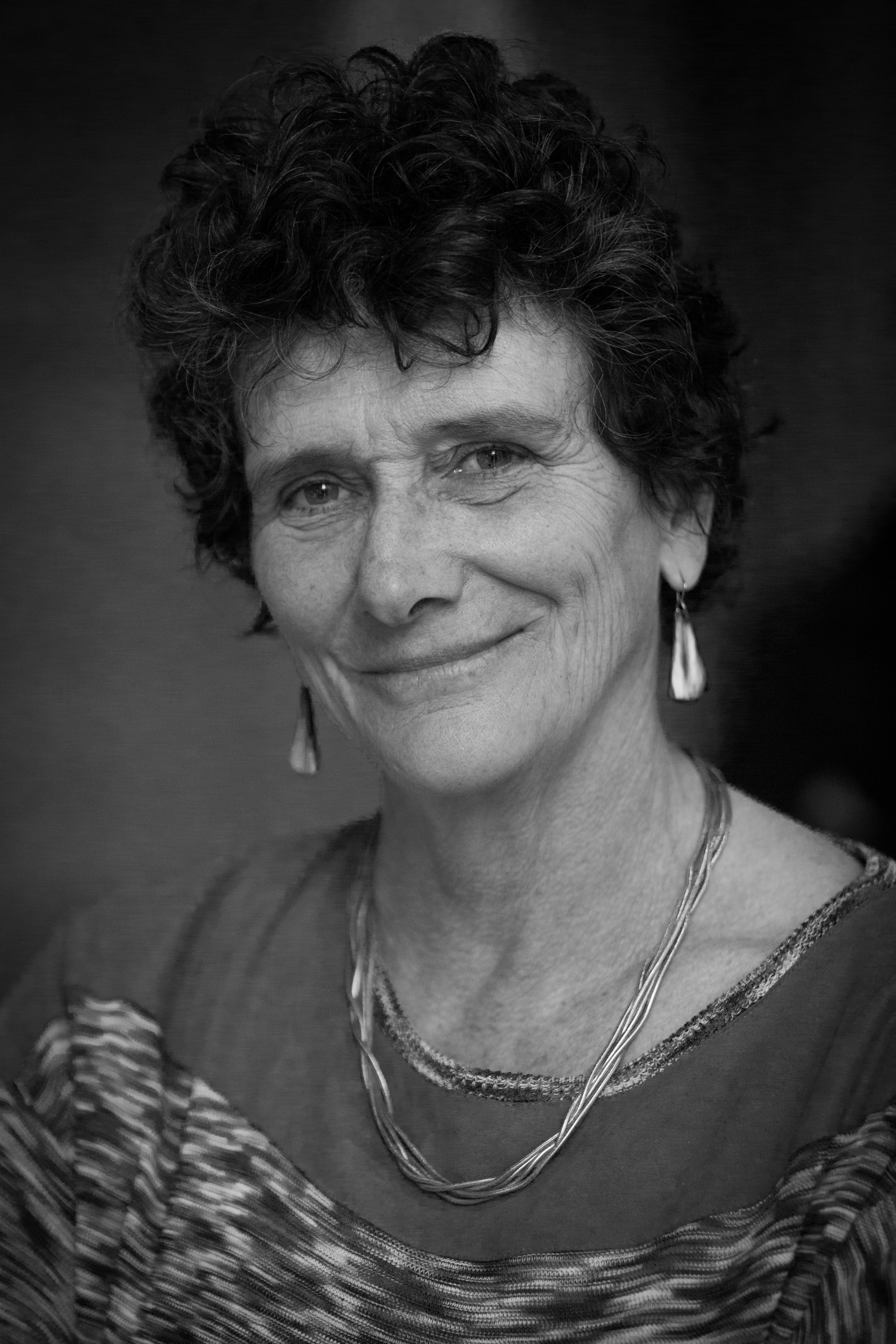
Isabelle Autissier 2015

Isabelle Autissier (* 18. Oktober 1956 in Paris) ist eine französische Seglerin und Autorin. Sie ist die erste Frau, die im Rahmen einer Segelregatta einhand (alleine) die Welt umrundete.

## Biografie
Im Alter von sechs Jahren begann Autissier, gefördert von ihrem Vater Jean, zu segeln. Mit zwölf Jahren fasste sie den Entschluss, allein um die Welt zu segeln, und begann mit ersten Planungen und Vorbereitungen. 1978 beendete sie ihre schulische Ausbildung als Ingenieur für Meereswissenschaften und Fischereiforschung. Im Jahr 1986 segelte sie mit der 30 Fuß (rund 9 Meter) langen Stahlyacht Parole, an deren Bau sie drei Jahre gearbeitet hatte, einhand über den Atlantik. 1991 gelang ihr als Siebtplatzierte im Rahmen der 3. BOC-Challenge-Regatta einhand eine Weltumrundung. Nachdem bei der zweiten Teilnahme 1995 ihr Boot sank, geschah dies 1999 auch bei der dritten Teilnahme an der inzwischen umbenannten Regatta Around Alone. Das gekenterte Boot PRB trieb jedoch kieloben, wodurch Autissier gerettet werden konnte. Schon wissend, etwas Neues machen zu wollen, erklärte sie, an keiner weiteren Einhand-Regatta teilnehmen zu wollen.
Seit 2009 ist Isabelle Autissier Präsidentin von WWF Frankreich.
Im Jahr 2015 veröffentlichte sie den Roman Soudain, seuls (dt. Herz auf Eis), der von einem Seglerpaar erzählt, das auf einer einsamen Insel in Südgeorgien strandet. Das Buch wurde in Deutschland als Pageturner (äußerst spannendes Buch) mit Tiefgang und eindrucksvollen Landschaftsbeschreibungen gelobt.

## Sportliche Erfolge
- 1987: 3. Platz beim Minitransat (Strecke: Concarneau – Teneriffa – Fort-de-France auf Martinique)
- 1989: 12. Platz bei der Solitaire du Figaro
- 1991: 7. Platz bei der BOC Challenge (erste Einhand-Weltumrundung einer Frau im Rahmen einer Segelregatta)
- 1994: Rekord auf der Strecke New York – San Francisco über das Kap Hoorn in 62 Tagen 5 Stunden 55 Minuten
- 1998: 2. Platz bei der Regatta Route de l’Or

1996 wurde Autissier von der International Sailing Federation (ISAF) zur Yachtwoman of the year gewählt.

## Literarische Werke
- Soudain, seuls. Roman, Stock, Paris 2015
  - Übers. Kirsten Gleinig: Herz auf Eis. Mareverlag, Hamburg 2017. Nominiert für den dreisprachigen Euregio-Schüler-Literaturpreis 2019, Hörbuch Sprecherin Yara Blümel Lübbe Audio & Audio-To-Go, 2018
- Oublier Klara. Roman, Stock, Paris 2019
  - Übers. Kirsten Gleinig: Klara vergessen. Mareverlag, Hamburg 2020.